# João Manuel Alexandrino de Vasconcelos
João Manuel Alexandrino de Vasconcelos (Casa do Búzio, Paços de Gaiolo, Marco de Canavezes, 15 de Novembro de 1787 — Arouca, 19 de Julho de 1857) foi um magistrado português e Presidente da Câmara Municipal do Porto.

## Biografia
Sétimo dos onze filhos do Capitão João Pinto de Sousa e Vasconcelos, senhor da quinta e casa da Ribeira e da casa do Búzio ambas em Paços de Gaiolo, do Casal de Bitetos, em Várzea do Douro e da Quebrada do Laranjal (Marco de Canaveses) e de D. Josefa Engrácia de Barbosa Cabral, senhora da casa e quinta de Sequeiros, em Ancede, Baião, foi baptizado a 22 de novembro de 1787, tendo sucedido a seu irmão Bernardo no senhorio da casa de Sequeiros. Casou com D. Maria Emília Peixoto de Carvalho Castelão, na Igreja de São Salvador de Arouca em 27 de novembro de 1817.
Bacharel formado em Leis e em Direito pela Universidade de Coimbra, matriculou-se na Faculdade de Leis a 15 de novembro de 1809. Fez exame de formatura a 27 de novembro de 1813 (aprovado Nemine Discrepante, Actos, nº 4, fl. 27vº), exame do 4º ano e grau de bacharel a 18 de novembro de 1814 (aprovado Nemine Discrepante, Actos, nº 4, fl. 88) e exame de formatura a 28 de julho de 1815 (aprovado Nemine Discrepante, Actos, nº 4, fl. 152vº).
Miguelista convicto, Comendador Honorário da Ordem de Cristo (por decreto da Infanta Dona Isabel Maria, de 20 de junho de 1826), foi juiz em várias comarcas.
Em 1820 foi designado Juiz de Fora e Corregedor da Comarca de São João da Pesqueira por despacho publicado na Corte pela Secretaria de Estado dos Negócios do Reino, publicado na Gazeta Extraordinária do Rio de Janeiro, de 22 de janeiro de 1820. Por decretos do Ministério dos Negócios Eclesiásticos e da Justiça de 22 de fevereiro e de 10 de março de 1829, foi nomeado Juiz de Fora em Coruche e, a 12 de agosto do mesmo ano, Juiz de Fora dos Órfãos da cidade do Porto, por Decreto do Ministério dos Negócios Eclesiásticos e da Justiça.
Em sessão da Câmara Municipal do Porto de 23 de setembro de 1829, João Manuel Alexandrino de Vasconcelos tomou posse do cargo de juiz de fora dos órfãos, apresentando na mesma sessão o diploma régio da sua nomeação. Foi nesta qualidade que, a partir de 21 de novembro de 1829, por ausência do juiz do cível José Bento da Rocha e Melo (pai do marido de sua sobrinha, Inês Arménia de Portugal e Vasconcelos), passou a assinar os autos da câmara portuense, como seu máximo representante. Presidiu a uma nova vereação, eleita a 6 de fevereiro de 1830, tendo-se mantido em funções até 31 de julho de 1830, data em que foi substituído por Francisco Ribeiro de Figueiredo, último presidente da câmara durante o absolutismo.
Com o triunfo da revolução liberal, fixou-se em Arouca, onde foi magistrado e onde veio a falecer a 19 de julho de 1857.